# Stráž pod Ralskem
Stráž pod Ralskem (in tedesco Wartenberg) è una città della Repubblica Ceca facente parte del distretto di Česká Lípa, nella regione di Liberec.
A Stráž pod Ralskem nel 1644 è nato il compositore Heinrich Ignaz Franz Biber.

## Monumenti e luoghi d'interesse
- Castel Vartenberk